# Dracopristis
Dracopristis è un genere estinto di pesci cartilaginei, appartenenti agli ctenacanti. Visse circa 307 milioni di anni fa, nel Carbonifero, nelle acque poco profonde dell'attuale Nord America. L'unica specie nota, Dracopristis hoffmanorum, è stata scoperta nel Kinney Brick Quarry, in New Mexico. Il nome specifico rende omaggio a Ralph e Jeanette Hoffman, proprietari della cava e sostenitori della ricerca paleontologica.

## Scoperta
La specie è stata formalmente descritta nel 2021 dal paleontologo John-Paul Hodnett e colleghi. Il fossile, eccezionalmente ben conservato, apparteneva a un esemplare adulto e rappresenta il più completo ctenacanto finora scoperto. La scoperta risale al 2013, quando il fossile fu estratto dalle rocce dell'Atrasado Formation, risalente al Pennsylvaniano superiore. Prima della sua descrizione scientifica, Dracopristis hoffmanorum era noto come "Godzilla shark" per via delle sue grandi spine dorsali e della sua dentatura caratteristica.

## Descrizione
Lo scheletro fossile di Dracopristis mostra un corpo allungato, appiattito dorsoventralmente, con una lunghezza stimata di circa 2 metri. La testa era larga e corta, con orbite posizionate in avanti. Rispetto agli squali moderni aveva mascelle rigide e robuste, non flessibili, un tratto noto come anfistilia, che lo differenziava dai selachimorfi.

### Denti e alimentazione
La dentatura era composta da file di denti multicuspidati con cinque cuspidi ciascuno, la centrale più grande delle altre. I denti erano simili a quelli di altri ctenacanti, come Glikmanius e Heslerodus, con una radice a forma di D (reniforme). Tuttavia, i denti di Dracopristis erano più corti e larghi, suggerendo un'alimentazione adattata alla cattura di piccole prede, come pesci e crostacei, che venivano trattenuti e frantumati.

### Pinne e spine
Una delle caratteristiche più distintive di Dracopristis erano le sue grandi spine davanti alle pinne dorsali, lunghe fino a 57 cm (circa il 27% della lunghezza totale del corpo). Queste spine erano fortemente ornamentate con file di denticoli e avevano probabilmente una funzione difensiva contro i predatori più grandi. Le pinne pettorali erano larghe e triangolari, suggerendo un comportamento di nuoto simile a quello degli squali bentonici odierni, come lo squalo chitarra.

### Pelle e denticoli dermici
La pelle era ricoperta da piccoli denticoli dermici, che variavano in dimensione e forma a seconda della zona del corpo. I denticoli più grandi erano posizionati lungo il dorso della testa, mentre quelli più piccoli ricoprivano le pinne e il rostro. All'interno della bocca e delle branchie erano presenti denticoli mucosi di circa 5 mm di diametro.

## Classificazione e affinità evolutive
Dracopristis appartiene all’ordine Ctenacanthiformes, un gruppo di elasmobranchi primitivi spesso considerati "squali" per la loro somiglianza con i selachimorfi, ma con caratteristiche anatomiche distintive.
Gli studi filogenetici suggeriscono che Dracopristis facesse parte della famiglia Heslerodidae, assieme a Glikmanius, Heslerodus, Avonacanthus e Kaibabvenator. 
Nonostante la sua somiglianza con gli squali moderni, gli ctenacanti come Dracopristis si distinguevano per le loro pinne dorsali rigide e fortemente spinose, oltre che per una struttura mandibolare meno flessibile.

## Paleoecologia
Durante il Pennsylvaniano, il New Mexico era coperto da un vasto mare poco profondo, con estuari e lagune. Dracopristis abitava queste acque costiere e, in base alla forma delle sue pinne, si ipotizza che fosse un predatore bentonico, simile agli attuali squali tappeto e razze.

### Dieta
La sua dentatura suggerisce che si nutrisse di piccoli pesci e crostacei. Probabilmente era un predatore d'agguato, che si nascondeva nei fondali e attaccava improvvisamente le prede. La combinazione di denti robusti e mascelle rigide indica che poteva afferrare e frantumare le prede, piuttosto che tagliarle come fanno gli squali moderni.

### Interazioni ecologiche
Dracopristis condivideva il suo ambiente con altri pesci fossili, tra cui Glikmanius occidentalis (uno ctenacantiforme più grande che potrebbe essere stato un predatore di Dracopristis), Acanthodes (un acantode filtratore), celacanti e dipnoi (pesci ossei dalle pinne lobate) e Campyloprion (un eugeneodonte predatore con denti a spirale).
L'area in cui sono stati trovati questi fossili, il Kinney Brick Quarry, è considerata un Konservat-Lagerstätte, un sito con eccezionale conservazione dei fossili, grazie a condizioni anossiche che hanno impedito la decomposizione e lo smembramento degli esemplari.

### Adattamenti ambientali
Le caratteristiche anatomiche di Dracopristis indicano un possibile adattamento agli ambienti salmastri, simile a quello degli attuali squali toro (Carcharias taurus) e squali leuca (Carcharhinus leucas). Potrebbe essere stato in grado di tollerare variazioni di salinità e vivere in estuari e lagune, spostandosi occasionalmente in acque più profonde.